# Xian de Lingbi
Le xian de Lingbi (灵璧县 ; pinyin : Língbì Xiàn) est un district administratif de la province de l'Anhui en Chine. Il est placé sous la juridiction de la ville-préfecture de Suzhou.

## Démographie
La population du district était de 1 099 136 habitants en 1999.